# Prima Categoria Basilicata 1969-1970
Il campionato di calcio di Prima Categoria 1968-1969 è stato il V livello del campionato italiano. A carattere regionale, fu l'undicesimo campionato dilettantistico con questo nome dopo la riforma voluta da Zauli del 1958.
Questo è il girone organizzato della regione Basilicata.

## Girone unico

### Squadre partecipanti
| Club                  | Città                   | Stagione precedente            |
| --------------------- | ----------------------- | ------------------------------ |
| Atlas Montescaglioso  | Montescaglioso (MT)     |                                |
| S.C. Avigliano        | Avigliano (PZ)          |                                |
| U.S. Bernalda         | Bernalda (MT)           |                                |
| S.C. Ferrandina Pozzi | Ferrandina (MT)         |                                |
| A.S. Genzano          | Genzano di Lucania (PZ) |                                |
| G.S. Gibo Tolve       | Tolve (PZ)              |                                |
| A.S. Grassano         | Grassano (MT)           |                                |
| U.S. Lagonegro        | Lagonegro (PZ)          |                                |
| A.S. Libertas         | Scanzano Jonico (MT)    |                                |
| U.S. Libertas Invicta | Potenza                 |                                |
| A.S. Melfi            | Melfi (PZ)              |                                |
| U.S. Moliternese      | Moliterno (PZ)          | 11º posto in Prima Categoria A |
| U.S. Pisticci         | Pisticci (MT)           |                                |
| S.C. Policoro         | Policoro (MT)           |                                |
| Risorgimento          | Potenza                 |                                |
| Pol. Tricarico        | Tricarico (MT)          |                                |

### Classifica finale
|  | Pos. | Squadra               | Pt       | G  | V  | N  | P  | GF | GS | DR  |
|  | ---- | --------------------- | -------- | -- | -- | -- | -- | -- | -- | --- |
|  | 1.   | Policoro              | 49       | 28 | 22 | 5  | 1  | 60 | 14 | 46  |
|  | 2.   | Pisticci              | 41       | 28 | 17 | 7  | 4  | 59 | 25 | 34  |
|  | 3.   | Bernalda              | 37       | 28 | 14 | 9  | 5  | 45 | 23 | 22  |
|  | 4.   | Avigliano             | 35       | 28 | 14 | 7  | 7  | 66 | 48 | 18  |
|  | 5.   | Lagonegro             | 34       | 28 | 15 | 4  | 9  | 52 | 41 | 11  |
|  | 6.   | Tricarico (-3)        | 32       | 28 | 14 | 7  | 7  | 60 | 40 | 20  |
|  | 7.   | Grassano              | 24       | 28 | 7  | 10 | 11 | 27 | 34 | -7  |
|  | 8.   | Libertas Invicta      | 23       | 28 | 9  | 5  | 14 | 44 | 51 | -7  |
|  | 8.   | Libertas Scanzano     | 23       | 28 | 8  | 7  | 13 | 38 | 56 | -18 |
|  | 10.  | Moliternese (-1)      | 22       | 28 | 9  | 5  | 14 | 45 | 43 | 2   |
|  | 11.  | Melfi (-2)            | 20       | 28 | 7  | 8  | 13 | 23 | 45 | -22 |
|  | 12.  | Ferrandina Pozzi (-1) | 20       | 28 | 9  | 3  | 16 | 34 | 56 | -22 |
|  | 13.  | Risorgimento          | 19       | 28 | 7  | 5  | 16 | 24 | 60 | -36 |
|  | 14.  | Gibo Tolve            | 18       | 28 | 6  | 6  | 16 | 33 | 50 | -17 |
|  | 15.  | Atlas Montescaglioso  | 14       | 28 | 5  | 4  | 19 | 36 | 50 | -14 |
|  | --   | Genzano               | Ritirato |    |    |    |    |    |    |     |

Legenda:
      Promosso in Serie D 1970-1971.
      Retrocesso in Seconda Categoria.
  Non disputa il campionato successivo.
Regolamento:
Due punti a vittoria, uno a pareggio, zero a sconfitta.
Pari merito in caso di pari punti.
Note:
Moliternese e Ferrandina Pozzi hanno scontato 1 punto di penalizzazione in classifica per una rinuncia.
Melfi ha scontato 2 punti di penalizzazione in classifica per due rinunce.
Tricarico ha scontato 3 punti di penalizzazione in classifica per tre rinunce.
Libertas Scanzano e Risorgimento non disputano il campionato successivo.